# Chandralekha (film)
 (août 2023).
La mise en forme du texte ne suit pas les recommandations de Wikipédia : il faut le « wikifier ».
Les points d'amélioration suivants sont les cas les plus fréquents. Le détail des points à revoir est peut-être précisé sur la page de discussion.
- Les titres sont pré-formatés par le logiciel. Ils ne sont ni en capitales, ni en gras.
- Le texte ne doit pas être écrit en capitales (les noms de famille non plus), ni en gras, ni en italique, ni en « petit »…
- Le gras n'est utilisé que pour surligner le titre de l'article dans l'introduction, une seule fois.
- L'italique est rarement utilisé : mots en langue étrangère, titres d'œuvres, noms de bateaux, etc.
- Les citations ne sont pas en italique mais en corps de texte normal. Elles sont entourées par des guillemets français : « et ».
- Les listes à puces sont à éviter, des paragraphes rédigés étant largement préférés. Les tableaux sont à réserver à la présentation de données structurées (résultats, etc.).
- Les appels de note de bas de page (petits chiffres en exposant, introduits par l'outil «  Source ») sont à placer entre la fin de phrase et le point final[comme ça].
- Les liens internes (vers d'autres articles de Wikipédia) sont à choisir avec parcimonie. Créez des liens vers des articles approfondissant le sujet. Les termes génériques sans rapport avec le sujet sont à éviter, ainsi que les répétitions de liens vers un même terme.
- Les liens externes sont à placer uniquement dans une section « Liens externes », à la fin de l'article. Ces liens sont à choisir avec parcimonie suivant les règles définies. Si un lien sert de source à l'article, son insertion dans le texte est à faire par les notes de bas de page.
- La présentation des références doit suivre les conventions bibliographiques. Il est recommandé d'utiliser les modèles {{Ouvrage}}, {{Chapitre}}, {{Article}}, {{Lien web}} et/ou {{Bibliographie}}. Le mode d'édition visuel peut mettre en forme automatiquement les références.
- Insérer une infobox (cadre d'informations à droite) n'est pas obligatoire pour parachever la mise en page.

Pour une aide détaillée, merci de consulter Aide:Wikification.
Si vous pensez que ces points ont été résolus, vous pouvez retirer ce bandeau et améliorer la mise en forme d'un autre article.
Pour plus de détails, voir Fiche technique et Distribution.
 (août 2023).
Chandralekha (également Chandraleka)  est un film d'aventure indien, sorti en salles en 1948. Il fut produit et réalisé par SS Vasan de Gemini Studios. Mettant en scène T.R. Rajakumari, M.K. Radha et Ranjan, le film met en scène deux frères ennemis (Veerasimhan et Sasankan) qui se battent pour diriger le royaume de leur père et épouser la danseuse du village, Chandralekha.
Chandralekha est sorti le 9 avril 1948. Bien que le film ait reçu des critiques généralement positives, il ne valut en aucun cas ses frais de production. Vasan a réalisé une version hindi (indienne) avec quelques retouches, y compris des scènes refaites, une distribution légèrement modifiée et des dialogues en hindi d'Agha Jani Kashmiri et de Pandit Indra. La version hindi est sortie le 24 décembre 1948, devenant un succès au box-office. Le cinéma sud-indien est devenu important dans toute l'Inde avec la sortie de ce film, et il a inspiré les producteurs du sud de l'Inde à commercialiser leurs films en hindi dans le nord de l'Inde.

## Synopsis
Veerasimhan et Sasankan sont les fils d'un roi. Lorsque Veerasimhan traverse un village, il rencontre un danseur local nommé Chandralekha et ils tombent amoureux. Au palais, le roi décide d'abdiquer son trône en sa faveur. Cela énerve fortement Sasankan, son frère cadet, qui forme une bande de voleurs ; ils se lancent dans une série de crimes. Le père du danseur est blessé dans le chaos qui s'ensuit et meurt peu de temps après. L'orphelin rejoint un groupe de musiciens en visite, dont la caravane est attaquée par la bande de Sasankan.

## Production

### Développement
Après les succès de Bala Nagamma (1942) et de Mangamma Sabatham (1943), le producteur S.S. Vasan de Gemini Studios souhaiterait que son prochain film soit réalisé à grande échelle, sans aucune contrainte budgétaire.  Il a demandé à la section  d'histoire - K.J. Mahadevan, Kothamangalam Subbu, Sangu, Naina et Veppathur Kittoo - d'écrire un scénario.  Ils ont vu en Mangamma Sabatham et Bala Nagamma comme des "histoires orientées vers l'héroïne" et ont suggéré une histoire similaire. Le groupe a raconté l'histoire de Chandralekha, une femme dure qui "déjoue un bandit vicieux, prononce la dernière insulte en lui coupant le nez et, comme chose finale, remplit le trou béant ensanglanté avec de la poudre de piment rouge chaud". Vasan n'aimait pas l'horreur et la vulgarité de l'histoire ; il l'a rejeté, mais a gardé le nom de l'héroïne.